# Osendrop

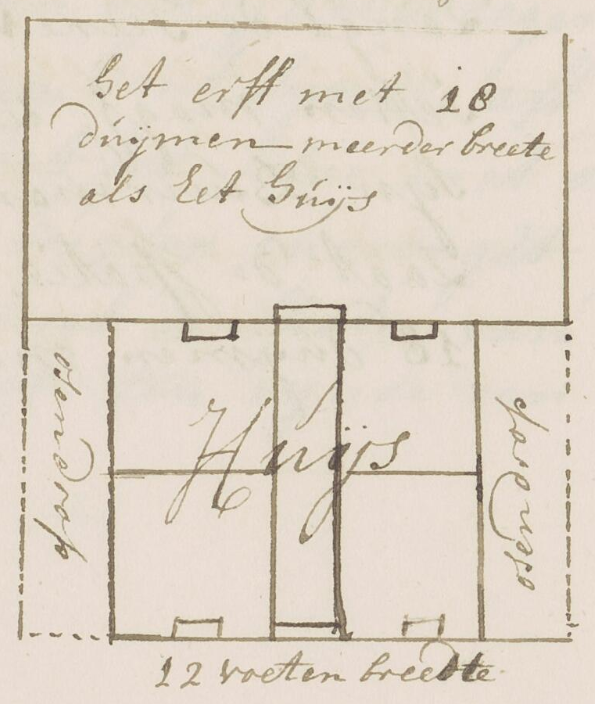
schets osendrop in notariële akte uit 1732

Een osendrop, druipgoot of druipstrook (ook wel druipgang, eusendrop, ijesdrop of stillicidium) is een smalle ruimte tussen twee huizen. Deze ruimte werd gebruikt om het hemelwater af te voeren tussen twee naast elkaar gelegen huizen in een tijd dat er nog geen dakgoten en regenpijpen bestonden.
De osendrop was vooral van belang bij rietbedekte huizen, waar anders rotting zou plaatsvinden. Bovendien staken de rieten daken buiten het huis uit waardoor de huizen in geen geval tegen elkaar aan gebouwd konden worden. Een iets bredere variant van de osendrop werd ook als steegje tussen de huizen benut.
Toen men baksteen en dakpannen als bouwmateriaal begon te gebruiken, en als gevolg daarvan rieten daken verdwenen, kon men de huizen direct naast of tegen elkaar aan bouwen, of gebruik maken van een gemeenschappelijke muur.

## Externe bron
- Osendroppen of druipgoten